# Андреев, Борис Фёдорович
Бори́с Фёдорович Андре́ев (27 января [9 февраля] 1915, Саратов — 25 апреля 1982, Москва) — советский актёр театра и кино. Народный артист СССР (1962). Лауреат двух Сталинских премий первой степени (1948, 1950).

## Биография
Борис Андреев родился 27 января (9 февраля) 1915 года в Саратове в семье рабочих.
Детские и юношеские годы прошли в Аткарске Саратовской губернии. После окончания школы-семилетки в 1930 году работал слесарем-электромонтёром на комбайновом заводе в Саратове (1930—1935). В 1933—1935 годах без отрыва от работы учился в Школе рабочей молодёжи при заводском управлении. Уже тогда начал ходить в заводской драмкружок. Заметивший его успехи известный саратовский актёр И. А. Слонов предложил ему поступить в Саратовское театральное училище (с 1933 года — имени И. А. Слонова, ныне Театральный институт Саратовской государственной консерватории им. Собинова), которое он успешно окончил в 1937 году. Коллектив завода всемерно поддерживал начинающего артиста и даже платил ему стипендию, после выпускных экзаменов его встречали как своего героя:
В этом году наш завод выпустил 1738 комбайнов и одного актёра.
В 1937—1938 годах — актёр Саратовского драматического театра им. К. Маркса (с 2003 — имени И. А. Слонова). Во время гастролей театра в Москве актёра заметил кинорежиссёр И. А. Пырьев и пригласил в картину «Трактористы». Фильм вышел на широкий экран в 1939 году, в фильме актёр выступил достойно и не затерялся среди уже известных артистов.
В 1938—1941 годах — актёр Киевской киностудии (ныне «Киностудия имени А. Довженко»), в 1941—1942 — Ташкентской киностудии (ныне «Узбекфильм») и ЦОКС (ныне «Казахфильм»), в 1943—1944 — Ашхабадской (ныне «Туркменфильм»), Сталинабадской (ныне «Таджикфильм») и Тбилисской киностудий (ныне «Грузия-фильм»), в 1944—1982 — Театра-студии киноактёра (ныне Государственный театр киноактёра).
Во время съёмок фильмов «Трактористы» и «Истребители» приобрёл двух очень близких друзей — П. Алейникова и Н. Крючкова. Впоследствии в кругу киноактёров он называл эту компанию «святой троицей».
В 1941 году артист, будучи в крепком подпитии, позволил себе ряд резких отзывов о руководстве страны. Его заключили в СИЗО, ему грозила 58-я, «политическая» статья, однако через несколько месяцев актёра освободили по личному указанию Сталина.
В годы войны вместе с М. Бернесом снялся в легендарном фильме «Два бойца» (1943).
В роли Ильи Журбина в фильме «Большая семья» (1954) проявилось умение актёра воплощать психологически глубокие характеры. Проникнуто эмоциональной насыщенностью исполнение Андреевым ролей Лазаря Баукина в экранизации повести Павла Нилина «Жестокость» (1959) и боцмана Росомахи в экранизации повести Виктора Конецкого «Путь к причалу» (1962). Крупнейшей работой артиста в кино стал Вожак в фильме «Оптимистическая трагедия» (1963).
Принимал участие в озвучивании мультфильмов.
Член правления Союза кинематографистов СССР. В 1960—1982 годах — председатель актёрской секции Союза.
Член ВКП(б) с 1948 года.
Борис Андреев умер 25 апреля 1982 года (по другим источникам — 21 или 24 апреля) в Москве от обширного инфаркта. Похоронен на Ваганьковском кладбище (2 уч.), хотя ему как народному артисту СССР полагалось упокоение на Новодевичьем; в 1965 году законное место на престижном кладбище он уступил своему лучшему другу Петру Алейникову.

### Семья
Жена — Галина Васильевна Андреева (1925—1984).
Сын — Борис Борисович Андреев (1952—2013), доктор философских наук, профессор Московского государственного университета культуры и искусств.
Внук — Борис Борисович Андреев (род. 1974), режиссёр телевидения.

## Звания и награды
- Народный артист РСФСР (1950)[11]
- Народный артист СССР (1962)
- Сталинская премия первой степени (1948) — за исполнение роли Якова Бурмака в фильме «Сказание о земле Сибирской»[12]
- Сталинская премия первой степени (1950) — за исполнение роли Алексея Иванова в фильме «Падение Берлина»
- Орден Ленина (1967)
- Орден Октябрьской Революции (1974)
- Орден Красной Звезды (1944) — за фильм «Два бойца»
- Медаль «За доблестный труд в Великой Отечественной войне 1941—1945 гг.» (1946)
- Медаль «В память 800-летия Москвы» (1948)
- Медаль «За доблестный труд. В ознаменование 100-летия со дня рождения Владимира Ильича Ленина» (1970)
- Медаль «Тридцать лет Победы в Великой Отечественной войне 1941-1945 гг.»
- Медаль «Ветеран труда»
- МКФ в Канне (1955, Приз лучшему актёрскому составу, фильм «Большая семья»)
- ВКФ в Киеве (1959, Первая премия за исполнение мужской роли, фильм «Поэма о море»)
- МКФ в Сан-Франциско (1963, Приз «Золотые ворота» за лучшее исполнение мужской роли, фильм «Оптимистическая трагедия»)

## Театр

### Театр-студия киноактёра(1946—1982)
- 1962 — Голубой огонёк — гость

## Фильмография

### Актёрские работы
| Год  |   | Название                                                        | Роль                                               |
| ---- | - | --------------------------------------------------------------- | -------------------------------------------------- |
| 1939 | ф | Трактористы                                                     | Назар Дума                                         |
| 1939 | ф | Большая жизнь. Часть 1                                          | Харитон Егорович Балун                             |
| 1939 | ф | Истребители                                                     | лейтенант Птенчик                                  |
| 1939 | ф | Щорс                                                            | молодой красноармеец                               |
| 1941 | ф | Богдан Хмельницкий                                              | казак Довбня / московский посол Пушкин             |
| 1941 | ф | Боевой киносборник № 8 (эпизод «Три танкиста»)                  | танкист Макар                                      |
| 1941 | ф | Валерий Чкалов                                                  | механик                                            |
| 1942 | ф | Александр Пархоменко                                            | анархист                                           |
| 1942 | ф | Дорога к звёздам                                                | лётчик                                             |
| 1942 | ф | Как закалялась сталь                                            | железнодорожник                                    |
| 1942 | ф | Котовский                                                       | студент, раздающий долговые расписки               |
| 1942 | ф | Сын Таджикистана                                                | Иван                                               |
| 1943 | ф | Два бойца                                                       | Саша Свинцов                                       |
| 1944 | ф | Малахов курган                                                  | командир полка, майор Жуковский                    |
| 1944 | ф | Я черноморец                                                    | краснофлотец Степан Полосухин / Григорий Полосухин |
| 1944 | ф | Однажды ночью                                                   | Христофоров                                        |
| 1945 | ф | Золотая тропа                                                   | Епифанцев                                          |
| 1946 | ф | Большая жизнь. Часть 2                                          | Харитон Егорович Балун                             |
| 1947 | ф | Сказание о земле Сибирской                                      | Яков Захарович Бурмак                              |
| 1947 | ф | Белая тьма (Чехословакия)                                       | советский партизан Дугин                           |
| 1949 | ф | Встреча на Эльбе                                                | сержант Егоркин                                    |
| 1949 | ф | Кубанские казаки                                                | Федя Груша                                         |
| 1949 | ф | Падение Берлина                                                 | Алексей Иванов                                     |
| 1951 | ф | Незабываемый 1919-й                                             | Шибаев                                             |
| 1952 | ф | Максимка                                                        | матрос Лучкин                                      |
| 1953 | ф | Судьба Марины                                                   | Матвей Гаврилович                                  |
| 1954 | ф | Большая семья                                                   | Илья Матвеевич Журбин                              |
| 1955 | ф | Мексиканец                                                      | Паулино Вэра                                       |
| 1956 | ф | Илья Муромец                                                    | Илья Муромец                                       |
| 1958 | ф | Поэма о море                                                    | Савва Зарудный                                     |
| 1958 | ф | Годы молодые                                                    | Захар                                              |
| 1959 | ф | Жестокость                                                      | Лазарь Евтифьевич Баукин                           |
| 1959 | ф | Хождение по мукам (фильм № 3 «Хмурое утро»)                     | Чугай                                              |
| 1959 | ф | В степной тиши                                                  | эпизод                                             |
| 1960 | ф | Повесть пламенных лет                                           | генерал Глазунов                                   |
| 1961 | ф | Казаки                                                          | Ерошка                                             |
| 1962 | ф | Голубой огонёк-1962 (фильм-спектакль)                           | гость, объявляет о вручении новогодних подарков    |
| 1962 | ф | Путь к причалу                                                  | боцман «Полоцка» Зосима Семёнович Росомаха         |
| 1963 | ф | Оптимистическая трагедия                                        | Вожак                                              |
| 1964 | ф | Зачарованная Десна                                              | дед Платон                                         |
| 1965 | ф | Над нами Южный Крест                                            | Федосеенко                                         |
| 1966 | ф | На диком бреге                                                  | Литвинов                                           |
| 1968 | ф | День ангела                                                     | купец Грызлов                                      |
| 1969 | ф | Ночной звонок                                                   | Лаврентий Квашнин                                  |
| 1971 | ф | Остров сокровищ                                                 | Джон Сильвер                                       |
| 1971 | ф | Киноальманах «Шутите?» (новелла «Вандербуль бежит за горизонт») | таксист                                            |
| 1973 | ф | Дети Ванюшина                                                   | Ванюшин глава семьи                                |
| 1975 | ф | На край света…                                                  | дежурный по переезду                               |
| 1975 | ф | Назначаешься внучкой                                            | дед Тимофей                                        |
| 1976 | ф | Первый рейс                                                     | капитан Дмитрий Иванович Белоусов                  |
| 1976 | ф | Моё дело                                                        | Друянов                                            |
| 1977 | ф | Сапоги всмятку                                                  | Василий Александрович Блистанов                    |
| 1980 | ф | Сергей Иванович уходит на пенсию                                | Сергей Иванович                                    |
| 1982 | ф | Предисловие к битве                                             | Мохов                                              |
| 1982 | ф | Слёзы капали                                                    | Николай Ваничкин                                   |

### Озвучивание мультфильмов
- 1948 — Полкан и Шавка — Полкан
- 1952 — Валидуб — Янек-Валидуб
- 1955 — Необыкновенный матч — Чубик-зазнайка
- 1956 — Старые знакомые — Чубик-зазнайка
- 1974 — Мешок яблок — Медведь
- 1974 — Молодильные яблоки — Старый селянин

### Участие в фильмах
- 1963 — Мелодии Дунаевского (документальный)
- 1971 — Народный артист Андреев (документальный) — текст за кадром
- 1972 — Народный артист Касымов (документальный) — текст за кадром
- 1973 — Народный артист Шукур Бурханов (документальный) — текст за кадром
- 1974 — Пётр Мартынович и годы большой жизни (документальный) —  рассказ о П. М. Алейникове
- 1978 — Иван Пырьев (документальный)
- 1979 — Профессия — киноактёр (документальный)
- 1981 — Николай Крючков, км (рассказывает о Н. А. Крючкове)

## Программы и фильмы о Борисе Андрееве
- 2001 — Чтобы помнили. Борис Андреев (телеканал «ОРТ»).
- 2002 — Борис Андреев. Первая любовь (телеканал «Культура»).
- 2005 — Пёстрая лента. Борис Андреев. Большая жизнь Ильи Муромца («Первый канал»).
- 2005 — Безумие Бориса Андреева (телеканал «Россия»).
- 2006 — Борис Андреев. «У нас таланту много…» (телеканал «Культура»).
- 2006 — Как уходили кумиры. Борис Андреев (телеканал «ДТВ»).
- 2008 — Мой серебряный шар. Борис Андреев (телеканал «Россия 1»).
- 2009 — Борис Андреев. Богатырь союзного значения («ТВ Центр»).
- 2015 — Борис Андреев. Большая жизнь большого человека («Первый канал»).
- 2020 — Борис Андреев. «Я хотел играть любовь» («ТВ Центр»).

## Память
- В Москве, на доме по Большой Бронной улице, 2, где проживал актёр, установлена мемориальная доска.
- В Мурманске установлен памятник «морскому волку», внешне похожему на главного героя фильма «Путь к причалу» в исполнении Бориса Андреева[13].
- В Аткарске на стене школы № 9 установлена мемориальная доска[14] в память об ученических годах артиста (1922—1927).

## Галерея
- Борис Андреев и Людмила Ковалёва (впоследствии — Анненская) в фильме «Два бойца». Съёмки на Ташкентской киностудии в 1943 году